# Hadibowo
Hadibowo Susanto (* 4. Juli 1958 in Tegal; † 7. Juni 2011 in Jakarta) war ein indonesischer Badmintonspieler vom PB Djarum.

## Sportliche Karriere
Hadibowo wurde 1984 Weltmeister mit dem indonesischen Männerteam, 1986 Vizeweltmeister. In den Einzeldisziplinen wurde er Zweiter beim World Badminton Grand Prix 1986 und gewann die Thailand Open und Indonesia Open 1984.

## Erfolge
| Saison | Veranstaltung              | Disziplin    | Platz | Name |
| ------ | -------------------------- | ------------ | ----- | --- |
| 1983   | Südostasienspiele          | Herrendoppel | 2     | Liem Swie King / Hadibowo |
| 1984   | Thailand Open              | Herrendoppel | 1     | Christian Hadinata / Hadibowo |
| 1984   | Indonesia Open             | Herrendoppel | 1     | Christian Hadinata / Hadibowo |
| 1984   | Thomas Cup                 | Mannschaft   | 1     | Indonesien (Icuk Sugiarto, Eddy Kurniawan, Hadiyanto, Hastomo Arbi, Christian Hadinata, Hadibowo, Liem Swie King, Hariamanto Kartono) |
| 1985   | World Badminton Grand Prix | Herrendoppel | 3     | Rudy Heryanto / Hadibowo |
| 1985   | Weltmeisterschaft          | Herrendoppel | 5     | Rudy Heryanto / Hadibowo |
| 1986   | Thomas Cup                 | Mannschaft   | 2     | Indonesien |
| 1986   | World Badminton Grand Prix | Herrendoppel | 2     | Eddy Hartono / Hadibowo |
| 1987   | Konica-Cup                 | Herrendoppel | 2     | Rudy Heryanto / Hadibowo |